# Kurvenmukke
Kurvenmukke ist ein Soloalbum des deutschen Rappers M.I.K.I. Es erschien am 21. Oktober 2016 über das Dortmunder Independent-Label Kopfnussmusik als Standard Edition und als Boxset, welches neben dem Album noch ein Best-Of-Album, eine KNM-Flagge und ein Supporter-Poster enthielt.

## Hintergrund
Am 6. Juli 2016 kündigte M.I.K.I über seine Facebookseite und das Label Kopfnussmusik über seinen YouTube-Channel das Album mittels eines kurzen Trailers an. Das Album sollte verschiedene Fußballthemen ansprechen und für jeden Fußballfan, unabhängig vom Verein, hörbar sein.
Während der Promophase wurde Kurvenmukke von den gängigen deutschen Hip-Hop Medien weitestgehend ignoriert. Das Album wurde jedoch von verschiedenen Fan- und Fußballseiten auf Facebook und Instagram beworben.

## Produktion
Die Beats wurden von Freshmaker, Reece und anderen Beatproduzenten produziert.

## Covergestaltung
Das Cover wurde von OK Design entworfen. Es zeigt M.I.K.I im Stehplatzbereich des Stadions Rote Erde in Dortmund sitzen. Der Stehplatzbereich ist leer. Unten sieht man den Schriftzug Kurvenmukke.

## Gastbeiträge
Auf 10 der 18 Tracks sind Featuregäste zu finden. Reece wurde bei D.P.H.D.F., Immer wieder Samstags und Fußballrapper gefeaturet. Sonikk hat Gastparts auf A.N.T.I., Datt is Derby und Kreisligasound, DeoZ tritt bei Gegen den modernen Fußball in Erscheinung und Hagen Stoll singt die Hook von Wie der Vater, so der Sohn. Eine Besonderheit bildet der Song Anti RB (In der Sache vereint) auf dem neben Reece, Sonikk und DeoZ noch acht weitere Rapper aus verschiedenen deutschen Fußballszenen vertreten sind.

## Musikvideos
Im Rahmen der Promotion des Albums wurden fünf Musikvideos zu fünf Singles gedreht.
Kein guter Schwiegersohn spielt überwiegend in einer Kneipe und in einer Wohnung. Protagonisten sind dabei der Rapper M.I.K.I, der auch den „Schwiegersohn“ spielt sowie die Freundin/Ehepartnerin des Schwiegersohnes. Die Szenen in der Wohnung zeigt die im Lied beschriebene Situation, dabei kommt der Schwiegersohn betrunken und blutüberströmt nach Hause, wo er sich erbricht. Im zweiten Teil zeigt das Video, wie der Schwiegersohn betrunken von seiner Freundin auf der Straße abgeholt wird. Zwischendrin sieht man M.I.K.I in einer Kneipe ein Bier trinken und rappen.
Das Video zu Immer wieder Samstags spielt überwiegend in einer S-Bahn sowie in den Wohnungen der Protagonisten. In der S-Bahn sieht man die Rapper M.I.K.I und Reece mit einer Männergruppe in Fankleidung und mit Bier in der Hand. In den Wohnungen der beiden Protagonisten sieht man mehrere weibliche Personen, von denen jeweils eine die Partnerin eines Protagonisten ist, der Rest sind Freundinnen der Partnerin. Nach den ersten Szenen im Zug sieht man zunächst M.I.K.I, wie er seiner Partnerin und ihren Freundinnen eine Ladung Tupperdosen auf den Tisch stellt, später gibt er ihnen noch ein paar Filme. Zwischendrin springt die Männergruppe durch den Zug, bis in der zweiten Strophe die Situation von Reece und seiner Partnerin gezeigt wird. Während Reece zu seinen Jungs geht, putzt seine Partnerin die Wohnung und schmiert ihm Brote für die Auswärtsfahrt. Später wischt sie ihm noch sein Erbrochenes aus dem Gesicht. Das Video endet mit einer Szene aus der S-Bahn.
Das Musikvideo zu Wie der Vater, so der Sohn spielt überwiegend rund um das Westfalenstadion in Dortmund. M.I.K.I rappt vor einer Gruppe Jungen, die allesamt mit Fanartikeln bekleidet sind. Zwischendurch werden Szenen von Vätern und ihren Söhnen eingeblendet oder M.I.K.I mit seinem eigenen Sohn gezeigt. Ganz zu Beginn und zum Schluss spielt M.I.K.I mit seinem Sohn Fußball. Hagen Stoll, der die Hook des Liedes singt, tritt in diesem Musikvideo nicht auf.
Das vierte Musikvideo wurde zu Kreisligasound gedreht. Es spielt auf dem Ascheplatz des SV Herne 57. Das Video zeigt überwiegend Spielszenen eines fiktiven Kreisligaspiels und die beiden Protagonisten M.I.K.I und Sonikk in der Umkleidekabine des Sportvereins, wobei Spieler des SV Herne 57 als Statisten im Hintergrund auftreten.
Das letzte Musikvideo zu Kurvenmukke wurde zu der Single Anti RB (In der Sache vereint) gedreht. Es erzählt eine fiktive Handlung, wobei die Entführung eines Mannes im Trikot des RB Leipzig stattfindet. Dieser wird von mehreren maskierten Männern entführt und mit einem Lieferwagen in eine Werkstatt gefahren. Dort wird er gedemütigt, im Gesicht verletzt und mit Benzin übergossen. Anschließend werden die Red-Bull-Logos auf seinen Fanartikeln übersprüht. Darauf sperren die Entführer ihn ein, worauf der Entführte etwas Zeit zum Nachdenken hat. Kurz darauf kehren die Entführer mit einer Kettensäge wieder und drohen dem Entführten weitere Gewalt an. Der Entführte gibt nach, zieht sein Trikot aus und wird von den Entführern wieder an den Ort zurückgefahren, wo er auch entführt wurde. Dort übergießt er sein Trikot und seine Snapback-Cap mit Benzin und zündet es unter Aufsicht der Entführer an. Zwischendrin sind die verschiedenen Rapper zu sehen. Teilweise im Umfeld des Stadions ihres Vereins, teilweise in Begleitung maskierter Fußballfans.
Da Labelchef Reece Ende März 2017 20.000 Likes auf seinem Facebookprofil erreicht hatte, wurde als Dankeschön das bis dato unveröffentlichte Musikvideo zu „Perle aus dem Block“ auf dem YouTube-Account des Labels hochgeladen. Dieses ist vor Release nicht mehr fertig geworden und wurde deswegen nicht vorher veröffentlicht. Passend zum Thema sieht man den Interpreten M.I.K.I mit einer sportlich gekleideten „Perle aus dem Block“, die in vielen Szenen eine Skimaske trägt. Dabei werden die verschiedenen Seiten von „Perlen aus dem Block“ gezeigt, zum Beispiel zeigt sie den Red-Bull Dosen den Mittelfinger oder spuckt auf den Boden. Insgesamt zeigt M.I.K.I eine positive Einstellung zur Leidenschaft für Fußball von Frauen.

## Titelliste
| #  | Titel                          | Gastmusiker                                                                                | Produzent            | Länge |
| -- | ------------------------------ | ------------------------------------------------------------------------------------------ | -------------------- | ----- |
| 1  | Fußball, Rap, Familie          |                                                                                            | –                    |       |
| 2  | Wie der Vater, so der Sohn     | Hagen Stoll                                                                                | Freshmaker und Reece |       |
| 3  | Du hast mich hier rangeführt   |                                                                                            |                      |       |
| 4  | Freundschaft & Zusammenhalt    |                                                                                            |                      |       |
| 5  | Mukke aus der Kurve            |                                                                                            |                      |       |
| 6  | Anti RB (In der Sache vereint) | DeoZ, Sonikk, Reece, Koolhy, Choma, Pie Kei, Gorrest Fump, Elvis, Bloody32, CPO, Barracuda |                      |       |
| 7  | Gegen den modernen Fußball     | DeoZ                                                                                       |                      |       |
| 8  | A.N.T.I                        | Sonikk                                                                                     |                      |       |
| 9  | Datt is Derby                  | Sonikk                                                                                     |                      |       |
| 10 | D.P.H.D.F                      | Reece                                                                                      |                      |       |
| 11 | 2022 (Blutiges Geld)           | Carolin Toedter                                                                            |                      |       |
| 12 | Spieler kommen, Spieler gehen  |                                                                                            |                      |       |
| 13 | Kreisligasound                 | Sonikk                                                                                     |                      |       |
| 14 | Immer wieder Samstags          | Reece                                                                                      |                      |       |
| 15 | Perle aus dem Block            |                                                                                            |                      |       |
| 16 | Kein guter Schwiegersohn       |                                                                                            |                      |       |
| 17 | Kiesel                         |                                                                                            | Freshmaker           |       |
| 18 | Fußballrapper                  | Reece                                                                                      |                      |       |

Auf der in der Box enthaltenen CD Best of MIKI befinden sich 18 weitere Tracks.
| #  | Titel                                       | Gastmusiker      | Produzent | Länge |
| -- | ------------------------------------------- | ---------------- | --------- | ----- |
| 1  | Einer der letzten seiner Sorte (Danke Kuba) |                  |           |       |
| 2  | Dede Abschiedslied                          |                  |           |       |
| 3  | Oben oder Unten (Danke Klopp)               | Sonikk und Reece |           |       |
| 4  | Dortmunder Jungs 2                          | Sonikk und Reece |           |       |
| 5  | Mehr als mein Leben                         |                  |           |       |
| 6  | Alles für den BVB                           |                  |           |       |
| 7  | BVB, du wirst nie untergehen                |                  |           |       |
| 8  | Geboren am Borsigplatz                      | Sonikk und Reece |           |       |
| 9  | Schwarz-Gelber Rauch                        | Reece            |           |       |
| 10 | Auf dem Weg nach Berlin (Teil 4)            |                  |           |       |
| 11 | Derbysieg                                   |                  |           |       |
| 12 | Emotionen respektieren                      |                  |           |       |
| 13 | Anti RB                                     |                  |           |       |
| 14 | Erfolgsfan                                  |                  |           |       |
| 15 | Fußball muss bezahlbar sein                 |                  |           |       |
| 16 | Ihr macht unseren Sport kaputt              |                  |           |       |
| 17 | Freiheit für die Kurve (Teil 1)             | DeoZ und ABMC    |           |       |
| 18 | Freiheit für die Kurve (Teil 2)             | DeoZ und ABMC    |           |       |

## Charterfolge und Bewertung
Kurvenmukke stieg am 28. Oktober 2016 auf Platz 9 in die deutschen Charts ein und auf Platz 2 der deutschen Hip-Hop Charts ein. Am 30. Oktober 2016 folgte Platz 36 in der Schweiz und am 4. November 2016 Platz 29 in den österreichischen Charts. Trotz seiner guten Chartplatzierung wurde Kurvenmukke weiterhin von den meisten Hip-Hop Medien ignoriert. Die einzige professionelle Bewertung kam von der Backspin, die Kurvenmukke mit 4,2 von 10 Punkten bewertete. Die Redakteure kritisierten die Thematik, die sie nicht abholen würde. Mit Aussagen wie „Der Blau-Weiße Fußballfan in mir kann mit dem berappten Verein zwar nichts anfangen, aber M.I.K.I s hat abgeliefert.“, „Oder es liegt einfach daran,dass [sic] es überwiegend um den BVB geht.“ oder „Ich glaub im Radius des Westfalen Stadions zieht das ordentlich.“